# ムタワッキル
ムタワッキル（822年3月 - 861年12月11日）は、アッバース朝の第10代カリフ（在位：847年 - 861年）。

## 生涯
父は第8代カリフのムウタスィム。母はペルシア人の奴隷。兄に第9代カリフのワースィクがいる。
847年に兄のワースィクがトルコ人近衛兵団と対立して廃されたために跡を継いだ。兄の廃位をみて王権回復に全力を上げ、カリフ位を神格化して極端に保守的な神学派と手を結び自らを「現世における神の影」とまで称した。だがそのために伯父の第7代カリフであるマアムーンが公認していた分離派（ムータジラ派）を異端として弾圧し教義上の論議を禁止するまでに至った。またキリスト教徒やユダヤ教徒に対しての差別を強化し、トルコ系軍閥を抑圧したので、アルメニアやアゼルバイジャン、シリア、エジプトなど各地でムタワッキルに対する反乱が起こった。しかもこの状況を見た東ローマ帝国のミカエル3世“メテュソス”のダミエッタ侵攻を受けるなどアッバース朝は危機的状況に陥った。
これらの反乱と外敵の侵入は、トルコ系軍人のブガ・アッシャラービによって平定された。だがこのためトルコ人の権力がさらに強まり、ムタワッキルはそれを避けるためにダマスカスに遷都した。のちにサーマッラーへ帰還するも、今度は次男のムウタッズを偏愛して長男のムンタスィルを冷遇した。このため弟に譲位されることを恐れたムンタスィルは861年にトルコ系軍人と密約を結んでムタワッキルは40歳で暗殺された。
以後、カリフは名目上の存在と化していくことになる。